# Il bel mostro
Il bel mostro è un film italo-francese del 1971 diretto da Sergio Gobbi.

## Trama
Alain Revant, ricco, seducente e viziato, ha un rapporto perverso con le donne: ama soffrire e farle soffrire. Il film si apre con la sua prima moglie terrorizzata che cerca disperatamente, senza trovarlo, un flacone di pillole da cui lo stesso Alain l'ha resa dipendente. Appena lui si allontana un attimo,  lei in preda a una crisi di nervi si getta nel vuoto dalla finestra. Testimone involontaria del suicidio è la bella Nathalie, che abita di fronte e che finisce per sposare Alain in seconde nozze, senza sospettare che a spingere Sylvie al suicidio è stato proprio lui. 
Nathalie comincia a sospettare qualcosa quando lui di volta in volta la seduce e la umilia, la lusinga e la tormenta; in tutto questo si fa aiutare dal suo amico omosessuale Dino, le offre delle droghe euforizzanti, la cui improvvisa privazione potrebbe provocare una crisi d'astinenza talmente forte da indurre anche lei al suicidio. Dopo la visita di Dino, Nathalie decide di chiedere il divorzio sulla base di un matrimonio non consumato, ma si ritrova inspiegabilmente incinta. Successivamente le torna alla mente che suo marito, per bloccare la richiesta di divorzio, potrebbe aver abusato di lei dopo averla drogata, e si rivolge all'ispettore di polizia Leroy. Questi, messo in sospetto dalla tragica fine della prima moglie di Alain, archiviata frettolosamente come suicidio, intuisce il rischio che corre Nathalie e cerca di metterla in guardia. 
Vittima di un trauma infantile (suo padre, si era suicidato per liberarsi da una moglie perfida e oppressiva), Alain infatti è affetto da una nevrosi masochistica, ma le maglie della sua rete morbosa si stringono sempre di più attorno a Nathalie, che arriva al punto di rifiutare l'aiuto della polizia sostenendo di potersi occupare da sola di Alain e di esserne ancora innamorata. Uscita dal commissariato, si ferma in un hotel dove riceve una telefonata da lui che la rassicura: arriverà dopo poco, i due si baciano appassionatamente, poi tornano tranquilli verso casa. L'epilogo del film mostra alcuni agenti di polizia che stanno osservando qualcosa sul terreno: si tratta dei due corpi di Alain e Nathalie, uno accanto all'altra, che hanno scelto di mettere fine al loro legame patologico suicidandosi insieme.